# 四条隆直
四条隆直（しじょう たかなお、延文2年（1357年） - 永享8年（1436年））は、室町時代前期の公卿。法名は浄喜。

## 官歴
- 応永9年（1402年）：従三位
- 応永13年（1406年）：参議
- 応永14年（1407年）：正三位、伊予権守
- 応永17年（1410年）：従二位
- 応永20年（1413年）：権中納言
- 応永24年（1417年）：正二位
- 応永27年（1420年）：権大納言
- 応永30年（1423年）：出家のため致仕

## 系譜
- 父：四条隆郷
- 子：四条隆盛